# سوسن سيبرية

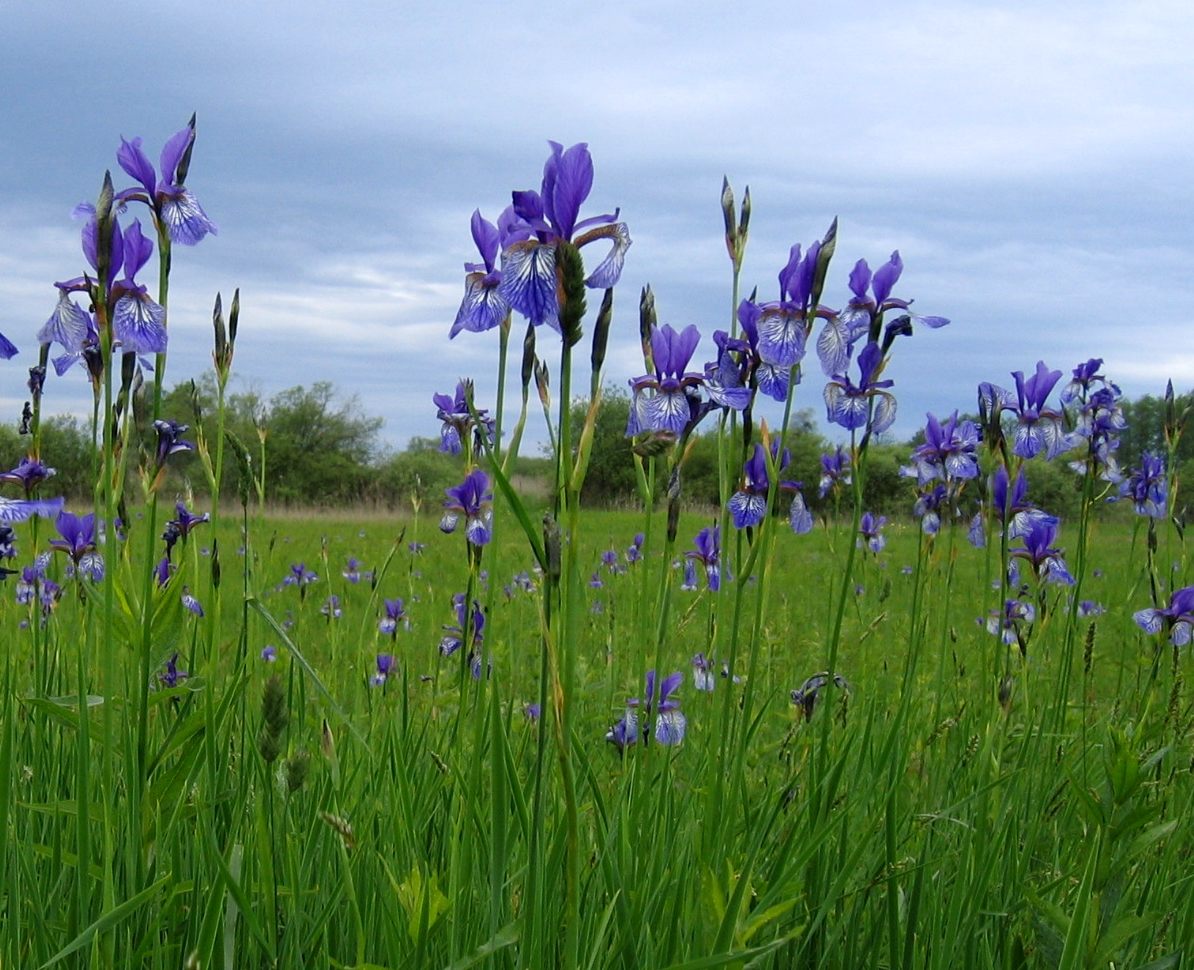

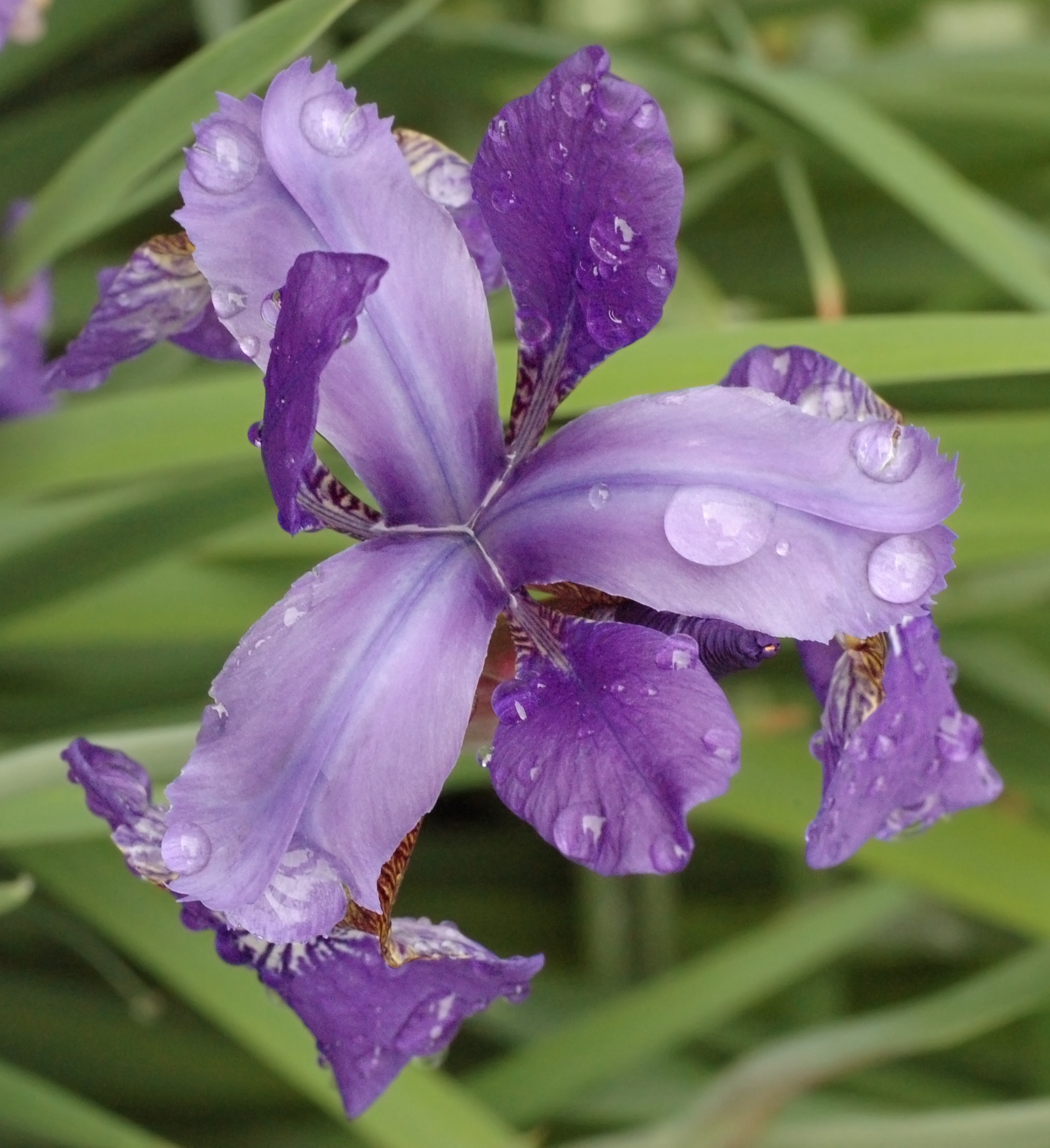
كثبية لزهرة بها قطرات ماء

سوسن سيبرية هو نوع من جنس السوسن . إنه نبات عشبي جذموري معمر، من أوربة. لها أوراق خضراء طويلة تشبه العشب وساق طويل وأزهار من 2-5 زرقاء بنفسجية، وأحيانًا بيضاء. يزرع نبات الزينة في المناطق المعتدلة.